# 麻田郡
麻田郡（マジョンぐん、までんぐん、朝鮮語: 마전군）は、かつて大韓民国京畿道にあった郡であり、後の漣川郡嵋山面麻田里（마전리）を中心に、漣川郡嵋山面、旺澄面、百鶴面を含む範囲から成っていた。仁川広域市西区の麻田洞とは別である。

## 由来
本来の名称は、麻田浅（마전천）、ないし、泥沙波忽（니사파홀）といった。『三国史記』新羅本紀の真平王4年の記述には、麻知峴城という名で出てくる。

## 歴史
- 本来は、百済の領域であったが、高句麗の麻田浅県（마전천현）になった。イサン面トンイ里の漣川堂浦城（연천당포성）は、考古学調査によって、この城は高句麗によって築造されたと考えられている[3]。
- 757年（新羅景徳王16年）：名称を臨湍県（임단현）と改め、牛峰郡（우봉군：後の黄海北道金川郡峴内里（현내리）、かつての牛峰面）の一部とした。
- 高麗時代に入り、麻田と呼ばれ始めた。
- 1018年（高麗顕宗9年）：長湍郡（장단군）の管轄下になった。
- 1062年（高麗文宗16年）：開城府直属になった後、県監が置かれた。
- 1414年（朝鮮太宗14年）：漣川県と合わせて麻漣県（마련현）になり、後に再び分割された。
- 1452年（朝鮮文宗2年）：高麗の七王（高麗太祖・恵宗・定宗・光宗・景宗・成宗・穆宗・顕宗）と、鄭夢周など15人の高麗時代の功臣を祀る祠堂である崇義殿（朝鮮語版）が建立され、郡に昇格して麻田郡になった。
- 1906年9月24日 - 長湍郡長東面・江東面および積城郡河北面を編入[4]。それぞれ長新面・江新面[5]・河新面となる。
- 1914年4月1日：漣川郡に編入されて廃止。
  - 当時麻田郡には7面があった。：江新面・北面・西面・東面・郡内面・河新面・禾津面
    - 江新面 + 北面 + 西面の一部 + 漣川郡西面 → 旺澄面（왕징면）
    - 東面 + 郡内面の大部分[6] + 西面の一部 → 嵋山面（미산면）
    - 河新面 + 長湍郡長新面（장신면）の一部 → 百鶴面（백학면）
    - 禾津面 + 漣川郡南面 → 郡南面（군남면）